# Bá Hiến
Bá Hiến là một thị trấn thuộc huyện Bình Xuyên, tỉnh Vĩnh Phúc, Việt Nam.

## Địa lý
Thị trấn Bá Hiến nằm ở phía đông huyện Bình Xuyên, có vị trí địa lý:
- Phía đông giáp thành phố Phúc Yên
- Phía tây giáp xã Tam Hợp và xã Thiện Kế
- Phía nam giáp xã Sơn Lôi
- Phía bắc giáp xã Trung Mỹ.

Thị trấn Bá Hiến có diện tích 12,81 km², dân số năm 2019 là 16.791 người, mật độ dân số đạt 1.311 người/km².

## Lịch sử
Trước đây, Bá Hiến là một xã thuộc huyện Bình Xuyên.
Ngày 10 tháng 1 năm 2020, Ủy ban Thường vụ Quốc hội ban hành Nghị quyết số 868/NQ-UBTVQH14 về việc sắp xếp các đơn vị hành chính cấp xã thuộc tỉnh Vĩnh Phúc (nghị quyết có hiệu lực từ ngày 1 tháng 2 năm 2020). Theo đó, thành lập thị trấn Bá Hiến trên cơ sở toàn bộ 12,81 km² diện tích tự nhiên và 16.791 người của xã Bá Hiến.
Ngày 12 tháng 3 năm 2020, chuyển 14 thôn của thị trấn Bá Hiến thành 14 tổ dân phố có tên tương ứng.

## Hành chính
Thị trấn Bá Hiến được chia thành 14 tổ dân phố: Bá Hương, Bảo Sơn, Bắc Kế, Đê Hến, My Kỳ, Quang Vinh, Tân Lập, Tân Ngọc, Thích Chung, Thiện Chi, Thống Nhất, Trại Cúp, Văn Giáo, Vinh Tiến.